# 비상발전기
비상발전기(영어: emergency / standby generator)는 상용전원의 공급이 중단될 경우, 이를 대체하여 전력을 공급하는 비상전원(예비전원)설비를 의미하며, 이를 위한 발전기를 통칭하여 비상발전기라 한다.
비상발전기는 주로 법적 요구에 의해 설치되거나, 사용자의 필요에 따라 자발적으로 설치된다. 법적 설치 요구는 「소방시설 설치 및 유지에 관한 법률」, 「건축법」, 「승강기 안전관리법」, 「의료법」, 통신 및 방송 관련 법령 등에 근거를 둔다.
상용전원의 정전은 건축물 외부 요인과 내부 요인에 의해 발생할 수 있다. 외부 요인으로는 태풍 등 자연재해, 전기사업자 전력설비의 고장으로 인한 불시 정전, 정기 보수로 인한 계획 정전, 예비 전력 부족 등이 있다.
반면, 내부 요인에 의한 정전은 변압기·차단기 등의 고장이나 지락, 단락 사고에 따른 단전이 있으며, 화재가 발생하면 정전이 초래된다. 화재에 의한 전선 단락, 화재 발생 시 소방시설 작동으로 인한 과부하, 전기화재 시 소방대 진압을 위한 상용전원 차단 등으로 발생할 수 있다.
이러한 점에서, 한전 전원의 정전보다 건축물 내부 요인에 의한 정전 비율이 높다는 사실을 고려할 때, 2개의 변전소로부터 상용전원을 공급받는다 하더라도 화재 및 정전 시 소방 안전 확보를 위해 비상발전기의 설치는 필수적이다.
비상발전기는 건축물 전체 부하를 모두 감당하기에는 용량이 과다하여 비경제적이므로, 이에 유의해야 한다. 건축물의 전기설비 부하는 소방부하, 비상부하, 기타 중요부하로 구분되며, 정전 시에는 일반부하를 차단하고, 소방부하, 비상부하 및 기타 중요부하에 대해서만 비상전원을 공급한다.
또한 비상발전기는 상시 운전용이 아니므로, 연중 운전시간이 극히 짧다. 따라서 에너지 절감을 위한 운전 효율보다는, 소방 안전 확보를 위한 용량 안전성과 경제성이 보다 중요한 고려사항이다.,

## 비상발전기의 용도별 종류
비상발전기는 소방부하용과 비상부하용 및 기타부하용이 있는데, 다음과 같이 분류된다.
- 소방전용 발전기: 소방부하만을 대상으로 하며, 비상부하를 위한 별도의 비상발전기를 별도로 설치해야 한다
- 소방·비상·기타 부하 겸용 발전기: 다음 두 가지 유형이 있다.
  - 소방부하 겸용 발전기: 소방부하, 비상부하 및 기타 중요부하를 합산하여 발전기 용량을 산정하는 방식의 발전기를 말한다.  이 기종은 용량 산정 시 기타 부하의 누락이나 축소, 수용률 적용 등으로 과부하가 발생되고 이의 검증이 곤란하다는 점에서 제어장치는 GCF(소방용 자가발전설비 제어장치). CFS (소방전원보존 제어장치)  적용이 권장된다.
  - 소방전원 보존형 발전기: 소방부하와 비상부하를 합산하여 발전기 용량을 산정하되, 정전 시 소방부하와 필수 부하인 비상부하를 우선 보호하고 기타 중요 부하를 순차 차단하는 방식. 제어장치는 GCF(소방용 자가발전설비 제어장치). CFS (소방전원보존 제어장치) 를 적용한다.

비상발전기의 운전, 보호, 및 용도별 특성 구현은 해당 제어장치(controller) 에 의해 이루어진다.
소방 및 비상 겸용 비상발전기를 선정할 경우, 안전성과 경제성을 종합적으로 고려하여야 한다. 이에 따른 기종별 특성은 다음과 같다.
- 안전성 제공 기종: 소방전원 보존형 발전기, 소방부하 겸용 발전기, 소방전용 발전기
- 안전성과 경제성 동시 제공 기종: 소방전원 보존형 발전기

특히 경제성을 고려하지 않고 소방부하 겸용 발전기를 선정할 경우, 과다한 유휴용량으로 인해 시공비가 증가하고 국가적 자원이 낭비되어 비합리적인 결과를 초래할 수 있으므로 주의가 필요하다.
한편, 비상발전기의 엔진 종류에 따른 분류는 다음과 같다.
- 디젤엔진 발전기
- 가스터빈 발전기
- 가솔린엔진 발전기

이 중, 건축물 비상전원용 비상발전기는 대체로 디젤엔진 발전기가 채용된다.
또한 기타 분류 기준으로는 다음과 같은 방식이 있다.
- 구조 형식: 오픈식, 큐비클식
- 기동 방식: 축전지식, 공기압축식
- 냉각 방식: 공냉식, 수냉식

## 비상발전기 제어장치
비상발전기 제어장치(controller)는 비상발전기의 운전 및 정지를 제어하고, 이상 상태를 감지하여 경보 발신 또는 운전 중지 신호를 출력함으로써 비상발전기의 소손 방지 및 안정 운전을 담당하는 두뇌 역할을 수행하는 장치이다.
소방법령에 따르면, 소방용 비상발전기 제어장치는 비영리 공인기관의 시험을 통과한 제품을 적용해야 한다. 관련 법적 근거는 「화재안전성능기준(NFPC 103)」 제13조 제5항과 「화재안전기술기준(NFTC 103)」 제2.10.5항에 명시되어 있다.
비영리 공인기관 시험은 공인시험으로, 형식시험과 검수시험이 있다.
- 형식시험은 모델 단위로 실시되며, 내진성, 내후성 등 전반적인 성능을 포괄적으로 검증한다.
- 검수시험은 출고되는 제품마다 시행하는 검사로, 형식시험을 통과한 제품의 일관성 유지를 위해 필요하다.

공인시험은 해당 품목에 대한 단체표준이 있어야만 가능하다. 소방용 자가발전설비의 단체표준인 「SPS KFIEC C-0003 0018 7414:2021」은 2021년 3월 5일 제정되었으며, 그 이전에는 소방전원보존형 발전기 제어장치에 대해 부득이하게 참고시험을 적용하였다.
참고시험은 의뢰자의 요구에 따라 시험 항목을 설정하는 방식이므로, 성능을 과장된 시험성적서를 발급받아 허위의 공인시험필증처럼 부착하는 등 시장질서 및 법질서의 혼란을 초래한 사례가 있었다.
이러한 가운데, 정상적인 소방전원보존 성능을 갖춘 제품으로 GCFP-200 모델이 보급되어 왔다. 그러나 일부 부적합 제품이 시장을 잠식하는 현상(악화가 양화를 구축하는 현상)도 발생하였다.
아러한 문제는 형식시험을 실시하면서 해소될 수 있었다. 현재 비영리 공인기관 시험을 통과한 주요 제품은 다음과 같다.
- CFS (소방전원 보존 제어장치): 신규 병렬운전용 비상발전기 또는 기존 발전기의 용량 보완 시 적합
- GCF (소방용 자가발전설비 제어장치): 단독운전용 비상발전기 신규 시설 및 기존 설치 현장의 교체용
  - 공급사: (주)이에스이엔씨 (02-564-1141, esenc2@daum.net)
- GCF-P (소방전원보존형 발전기 제어장치):
  - 공급사: (주)청우이엔지 (02-514-1191)

참고로, 시험기관의 참고시험이나 항목시험은 일부 특성치만을 시험하는 것이며, 법적 공인시험이 아니므로 이를 기반으로 제품을 홍보하거나 판매하는 것은 불가하다. 이는 비영리 공인기관인 한국전기연구원의 홈페이지 시험 안내에 게시되어 잇고,  시험성적서 하단에도 이를 명시하는 주의사항이 기재되어 있다.
따라서,
- 설계자는 비상발전기 제어장치의 모델명(GCF 또는 CFS)을 도면(전원단선결선도)과 시방서에 명확히 기재하여야 한다.
- 전기감리자 및 소방감리자는 비상발전기 제작 승인 단계에서 적정 제어장치 모델의 적용을 지시해야 하며,
- 시공 단계에서는 모델명과 형식시험성적서 제출 여부를 확인하고,
- 준공 검사시에는 검수시험 성적서를 통해 최종 인증 여부를 확인해야 한다.

## 비상발전기 기종별 특징
화재안전기준에 의해 용도별로 구분된 기종은 과부하 위험 조건을 방지하여 소방 안전성을 확보하기 위한 것이다.
따라서 적용 부하인 소방부하 및 비상부하와 비상부하에 적용되는 수용률에 따른 정격출력용량과 관계되며, 주로 경제성과 안전성의 문제로 귀결된다.

### 소방전원 보존형 발전기
- 소방부하, 비상부하, 기타부하 겸용의 비상발전기이다.
- 해당 제어장치(GCF, CFS) 적용에 의해 설립되는 기종이다.
- 소방부하 및 비상부하 기준으로 정격출력용량을 산정하여 저용량, 저비용 비상발전기이다.
- 정격출력용량 산정용 적용 부하 및 기타 부하의 수용률은 적용하지 않는다.

- LH공사 등 설계지침에서 채택하고 있고, 소방 안전성과 경제성을 동시에 확보되는 유일한 기종이다.
- 정전 시 또는 화재 시 소방, 비상 부하 및 기타부하에 비상전원이 동시 공급된다.
- 화재 시 화재 최성기에 과부하가 되는 경우에 한해 일시적으로 기타부하를 제어하여 소방전원은 연속 공급된다.
- 형식시험 필한 공인 시험성적서로 소방전원 보존 작동 및 그 상태의 구분 표시되는 제어장치가 설치된다.
- 시공비, 운전비가 절감되고, 유휴 용량에 의한 자원 낭비를 예방할 수 있게 된다.
- 이 제품 적용에 의해 연간 설치 시공비는 약 1000억원 절감된다.
- 제어장치의 하드웨어는 다른 발전기 제어장치와 동일하고, 알고리듬과 표시장치만 다르므로 별도의 고장 개소가 없다.
- 운전 및 정기적인 시운전 시 배출가스를 저감하여 환경보호에 기여한다.
- 상용전원의 피크부하용으로 사용할 수 있는 유일한 비상발전기이다.[4]

### 소방부하 겸용 발전기
- 소방부하, 비상부하 및 기타부하 겸용이고 이 모든 부하를 합산하여 정격출력용량을 산정한다.
- 정격출력용량이 소방전용 발전기보다 2배 이상, 소방전원보존형 발전기보다 약 1.5배 크다.
- 정격출력용량 산정 시 부하 누락이나 수용률 적용으로 용량을 낮추어 소방부하겸용으로 하는 사례가 많으며, 이 경우 화재 시에는 용량 과부하로 운전 중단되어 사용 불능의 위험이 초래된다.
- 실제 정전 시에 사용되지 않는 유휴 용량이 과대하여 자원낭비가 크다.
- 용량은 소방전원보존형 발전기에 비해 약 1.3~1.7배로 증대된다.
- 운전 시 또는 정기 시운전 시 소모되는 연료량 증대의 에너지 낭비로 국가적인 에너지 정책에 역행한다.
- 운전 시 또는 정기 시운전 시 디젤 연소의 배출가스량 증대로 인해 과다한 환경 오염이 초래된다.
- 설치 장소가 증대되어 건축비 부담이 증대된다.
- 비상부하 용량 일부를 누락시켜 설치할 경우 소방 관련 법령 위법이 되며, 정전 및 화재 시에 과부하가 초래되어 비상전원 공급 중단으로 재난이 초래된다.

### 소방전용 발전기
- 소방부하 용도로만 적용된다.
- 일반발전기는 별도로 설치하여야 하므로 설치 대 수 증가 및 소요 건축 면적이 증대된다.
- 설치 대 수 및 설치 장소가 증대로 인해 경제성 면에서 매우 불리하다.
- 경제성 등의 단점과 설치 대 수 증가로 유지 관리에 번잡하므로 채용 사례는 찾기 어렵다.

## 부하의 종류 구분
비상전원이 필요한 부하 구분
비상발전기는 화재 시 사용되는 소방시설 및 방화시설 부하(소방부하 및 비상부하), 그리고 비화재 정전 시 사용되는 기타 중요부하에 비상전원을 공급해야 한다. 이때 과부하로 인해 운전이 중단되는 일이 발생하지 않도록 설계되어야 한다.

### 1. 소방부하
소방시설에 의해 발생하는 부하로, 다음과 같이 구분된다.
- 전동기 부하
  - 옥내소화전설비
  - 스프링클러설비 소방펌프
  - 연결송수관펌프
  - 채수구 펌프
  - 제연설비 제연팬
- 전동기 이외 부하
  - 비상콘센트설비
  - 소화용수설비
  - 비상조명등설비
  - 비상방송설비
  - 유도등설비
  - 기타 소방 관련 설비

### 2. 비상부하
화재 시 건물 기능 유지 및 인명 안전 확보를 위한 부하로, 다음과 같이 구분된다.
- 전동기 부하
  - 비상용 승강기(10층 이상 공동주택 등)
  - 피난용 승강기
  - 배연설비
  - 방화셔터
  - 주차장 급․배기팬
  - 지하실 급․배수펌프
- 전동기 이외 부하
  - 전등 및 전열
  - 보안시설
  - 동파방지시설
  - 냉난방설비
  - 항공장애등
  - 피난구 조명등
  - 통신설비
  - 기타 비상설비

### 3. 기타 중요부하
비화재 상황에서 정전 시에도 공급이 필요한 필수 부하로, 다음과 같이 구분된다.
- 전동기 부하
  - 급수펌프 및 배수펌프
  - 승용승강기
  - 비상겸용승강기(10층 이상 공동주택)
  - 급․배기팬
  - 급탕순환펌프
  - 냉동·냉장설비
  - 주방 동력
  - 기계식 주차장설비
  - 정화조 동력
- 전동기 이외 부하
  - 전등 및 전열
  - 공용 전등
  - 보안시설
  - 항온항습시설
  - 동파방지시설
  - 항공장애등
  - 기타 중요 설비

요약하면,
- 소방부하는 "소방법에 의한 화재 시 화재 진압 및 대피 지원"용,
- 비상부하는 "타 법에 의해 비상전원 공급이 요구되는 부하로서 화재 중 건물 기능 유지 및 인명 안전"용,
- 기타 중요부하는 "비화재 상황에서도 필수로 유지해야 할" 중요부하이다.

## 소방법령 고시 개정과 화재 위험 해소를 위한 정책 시행
비상발전기로서 소방부하와 비상부하 공용으로 사용하는 발전기에 대해 시공비 절감을 위해 한쪽 부하만 적용하는 용량으로 발전기를 선정한 사례가 많았다.
이 경우 소방전원 보존형 발전기를 적용하지 않을 경우 소방 안전성 확보가 아니되어 화재 시 재난 상황이 발생되는 위험 조건이 된다.
소방부하 겸용 발전기를 채용하면서 시공비 절감을 위해 두 부하 중 더 큰 한쪽 부하 기준으로 용량을 선정하거나, 비상부하를 과소 적용하면 화재 및 정전 시에는 용량 과부하로 무용지물이 되어 버리는 결정적인 결함이 초래된다.
이와 같이 화재시 소방안전을 보장하지 못하는 위험 조건으로 시공되는 문제의 해소를 위해 국가화재안전기준 NFSC-103 이 개정되기에 이르렀다.(소방방재청 고시 제2011-27호, 2011.11.24)
그러나 기타부하 오적용과 수용률 적용에 의해 용량을 감소시켜 과부하 위험 조건으로 '소방부하 겸용 발전기'가 잘못 설치되고 있는 실정이다. 이는 주로 발전기 공급자 등 전기업무에서 발생되는 바, 이는 소방안전에 대한 법적인 책임이 없는 주체이므로 소방안전에 대한 관심이 없는 데서 유래된다. 그리고 법적인 책임이 있는 소방감리자나 소방관의 경우 전문성 부족에 의해 이를 적발하여 행정지도로서 시정하기 어려운 것이 현실이다. 따라서 한국전기안전공사의 전기설비안전진단보고서 등을 통해 적정성이 확인될 필요가 있다.
또한 기존에 시공된 건축물로서 사무실, 주상복합, 공동주택 등의 비상발전기는 정책적으로 이러한 위험 조건을 해소할 필요가 있다.
기존의 오시공된 비상발전기는 용량이 정상으로 반영된 소방부하 겸용 발전기(즉, 합산용량 발전기)로 교체할 경우 소요 비용이 막대하고, 용량 증대에 따라 규모가 커지므로 건축 구조상 교체가 불가능하여 비합리적이다.
이 경우에는 소방전원 보존형 발전기의 제어장치 설치 또는 교체로서 개조하면 안전성과 경제성이 모두 충족된다. 이로써 법령 기준을 충족시키며 소방 안전도 보장할 수 있게 된다.,

## 같이 보기
- 발전
- 전동기
- 소방전원 보존형 발전기